# Platypalpus albocapillatus
Platypalpus albocapillatus is een vliegensoort uit de familie van de Hybotidae. De wetenschappelijke naam van de soort is voor het eerst geldig gepubliceerd in 1815 door Fallen.